# 东西文化论战
东西文化论战是中华民国大陆时期关于東方文化和西方文化异同、长短和取舍的论战。这场辩论始于1915年《青年杂志》之创立，至1927年北伐前结束。期间，数百人以逾千篇文章参与论战，辩论围绕着中国文化和中国社会的出路。
1915年，《青年杂志》以《敬告青年》、《法兰西人与近世文明》、《东西民族根本思想之差异》等文比较东西文化，抨击中国文化。《东方杂志》则在其后亦比较东西文化，为中国传统文化辩护。1918年，陈独秀接连发文质问《东方杂志》记者，杜亚泉则在《东方杂志》上接连回应质问，随后辩论的内容和规模不断扩展，至于当时的重要学者几乎无不参加其中。胡适、陈独秀等西化派批判並全盘否定中国文化；梁漱溟、杜亚泉、章士钊等人则为中国文化辩护，认为应当要调和中西文化。1919年，巴黎和会议定将德国在山东的权益转让给日本，引发了五四运动，中国知识分子对西方产生了失望情绪:110-111。这时候，章士钊、陈嘉异等人积极宣扬中西文化的调和，引起了支持西化者的批判。此时，争论的焦点从先前的东西文化优劣的比较，及东西文明异同的比较，转为东西文化能否调和的问题，陈独秀、李大钊、蔡元培、张东荪、陈嘉异、章士钊、蒋梦麟、常乃惪等人参与其中。1921年起，梁启超等人的著作将第一次世界大战后欧洲的悲观情绪传回中国，令论战中出现对西方文明的反思。梁漱溟的《东西文化及其哲学》和梁启超的《欧游心影录》随即成为讨论的焦点，东西方文化结合的实践方式成为了主要关注点。
东西文化论战针对中国文化的含义、新旧、优劣等各方面给出不同解读和定义。王元化认为，陈独秀与杜亚泉的关于东西文化的辩论开中国「文化研究之先河」。论战期间，社会主义思想在中国得到广泛传播和认可，陈独秀、李大钊等人从支持西方文化转而支持中国走上社会主义道路。
这一论战并未得出结论，以至1930年代重新出现本位文化派和全盘西化派的本位文化与全盘西化论战。1962年，李敖等青年学生在台湾与中国大陆来台的胡适观点的反对者展开中西文化论战。中国大陆在1980年代的类似论战被王元化认为仍然在重复五四前后的东西文化论战。2010年后，中国大陆学者又围绕「中国文化主体性」辩论。

## 背景

### 学习西方文明
自十六世纪以来，西学东渐，引发中西之争。明代的徐光启认为「于国有利，何论远近」，指出中国对于西方的科技「欲求超胜，必先会通」，梅文鼎、李之藻、方以智等人亦持近似立场，因而与西方传教士交往探讨。但多数的士大夫则以儒家的价值规范视西方文化为「外夷小计」，排斥西方文化的传入，如杨光先曾说「宁可使中夏无好历法，不可使中夏有西洋人」。清朝则禁教、闭关，以图杜绝西方文化之传入。:3自1840年鸦片战争失败以来，林则徐和魏源等人提出了「变古愈尽，便民愈甚」和「师夷长技以制夷」的主张，是为中国传统知识分子以西方文化变中国传统之先河。

中国对西方文明之反应经历了三个阶段：首先知识分子们认为应当学习西方的器物，随后他们认识到也应当学习西方的制度和法律，到五四前后，知识分子认识到亦应当学习构成西方的思想:327:6-9。鸦片战争后，林则徐和魏源等人提出的「变古愈尽，便民愈甚」和「师夷长技以制夷」等主张影响了后人，清朝的洋务派发起了洋务运动，以图学习西方的军事器械，李鸿章称「中国文武制度，事事远出于西方之上，独火器万不能及」，张之洞亦语「中国学术精微，纲常名教以及经世大法，无不毕具，但取西人制造之长不我不逮足矣」:4-5。然而，至于康有为、梁启超的维新变法，更多人则转而追求西方的民主政治:5。与此同时，严复则进一步指出了中国思想上的落后，其认为西方近代文化之命脉在于「学术则黜伪而崇真，于刑政则屈私以为公」而非「汽机兵械」和「天算格致」，并主张「鼓民力，开民智，新民德」:6。严复的思想影响了后来者:10，如曾与严复会面的孙中山认为国民教育才是巩固共和根本的办法:11。

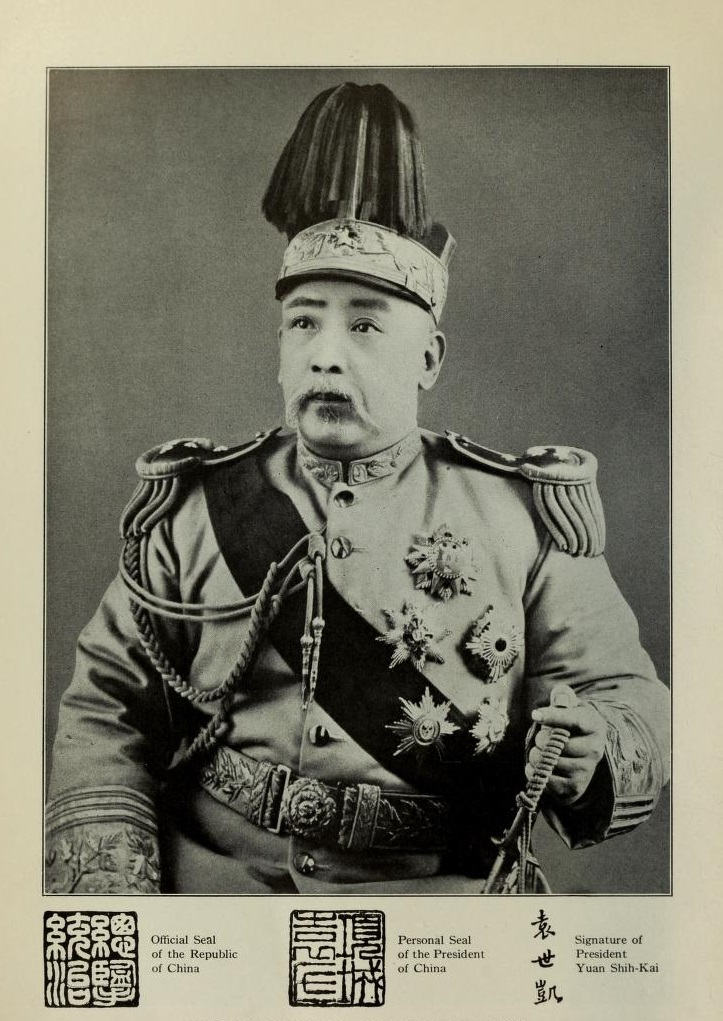
在中华民国大总统任内复辟帝制的北洋军阀领袖袁世凯

### 重拾传统文化
19世纪末以来，以新学反对旧学、以西学反对中学的思潮使得中国传统文化在人们心中的地位日益下降:28。最早，反对学习西方的思潮者往往对东西方文化传统的认识粗浅，故而其声音微弱，但到了五四运动前后，一批以立足于中西学研究的学者发出对此的反对声音:327。到20世纪初，逐渐兴起了以民族文化激励民族自信的思潮，主张复兴和保留中华文化成为社会关注的主要议题之一，如《浙江潮》刊载《国魂篇》有语：「今日之中国使自知其病犹易，使自知其自身之可爱则更难。」提倡重拾传统文化的动力，也不再是传统士大夫，而主要来自于留学生群体在内的新型知识分子:28-29，如与胡适多次论战、支持复兴传统文化的梁漱溟自幼学习西学，而反对梁漱溟、支持西化的胡适反倒是自幼先接受私塾教育者。此外，康有为、辜鸿铭等曾经学习西方的积极支持者，或是完全西方教育背景的学者，反倒成为了中国传统文化的捍卫者:121。
清末民初，东西文化之关系受到反思，「醉心欧化」的偏激西化思想和中国人种不如西方的说法備受各界批判:35-36；国粹主义思潮和国粹派也开始兴起:29，传统文化核心的孔学重新受到审视——支持孔学的人认为，孔子真正的学说已经迷失，应当重新发掘发扬:31。尽管传统的风俗习惯及信仰在辛亥革命后随着皇权崩溃而逐渐没落，尊孔复辟的声音依然不绝，鼓吹孔教的康有为则斥责「自共和以来，教化衰息，纪纲扫荡」:126，支持者以为「中国之新命必系于孔教」、「非复辟不能救中国」。作为共和国总统的袁世凯频频发布尊孔令，中国各地尊孔组织亦纷纷成立:10。
辛亥革命使得中国推翻了清王朝的统治，确立了共和政体:10，但革命的成果很快落入袁世凯等军阀手中，议会、内阁、宪法等民主共和制度成为军阀政客等争权夺利的工具，使中国知识分子感到失望:106-107。复古思潮和复辟运动的兴起，使得当时的学者开始反思国家不能富强的症结，思想文化被不少学者认为是症结之所在，如：《〈民德报〉发刊词》就指出辛亥革命以形式而言，已经成功，但其精神尚未成功:101；杜亚泉认为中国要改变其积弊，则应当「改变社会心理、转移社会积习」:102。1915年，陈独秀等人创立《青年杂志》，以新思想、新观念、新道德、新文化批评旧思想、旧观念、旧道德、旧文化，期间产生了东西文化之论战:11。

## 文化差异论

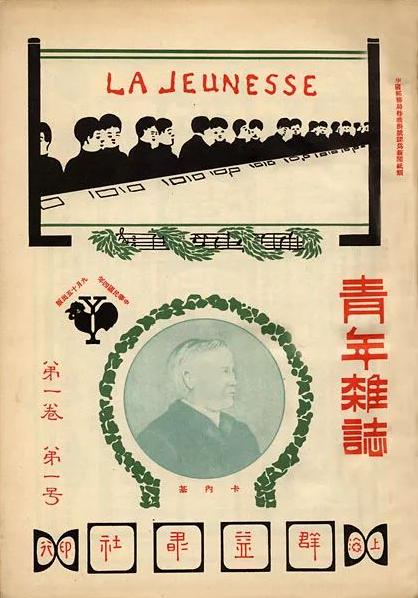
引发东西文化争论的《[青年杂志》（图），第二卷起改名为《新青年》

[[File:La_jeunesse.jpg|alt=引发东西文化争论的《青年杂志》（图）|缩略图|引发东西文化争论的《[青年杂志》（图），第二卷起改名为《新青年》]]

### 《青年杂志》的中西文化观
1915年，《青年杂志》创刊，陈独秀在首刊中以《敬告青年》、《法兰西人与近世文明》、《东西民族根本思想之差异》等文章比较东西文化，拉开了新文化运动的序幕。在《敬告青年》中，陈独秀认为东西文化的差异为「奴隶」与「自主」、「保守」与「进步」、「退隐」与「进取」、「锁国」与「世界」、「虚文」与「实利」、「想象」与「科学」的差异，将人权和科学视为西方现代之文明的支柱，积极倡导中国之文化实现西方化。在《东西民族根本思想之差异》中，陈独秀又将东西方文化差异概括为「个人」本位与「家族」本位、「法治」本位与「感情」本位、「实利」本位与「虚文」本位的差异，主张将「爱平和尚安息雍容文雅之劣等东洋民族」的民族性革除于中国，并宣扬「以个人本位主义，易家族本位主义」。陈独秀认为儒家的三纲五常和西方的自由平等为东西文明的分水岭，三纲五常和现代的共和政治水火不容。在《法兰西人与近世文明》中，陈独秀又将东西文明形容为古今文明之别，认为中国文化必须实现西方化。

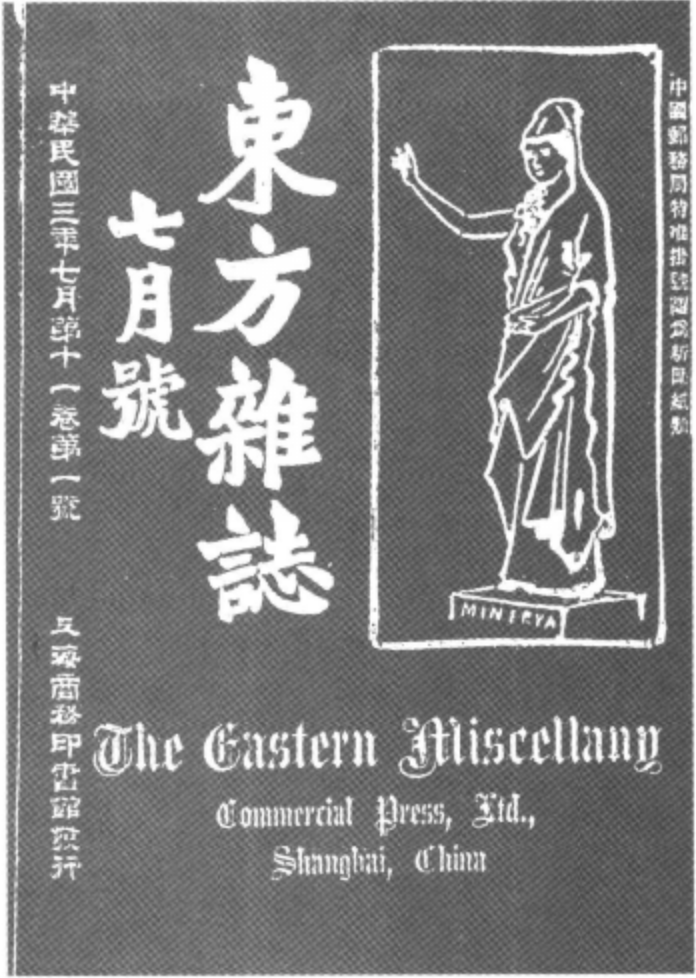
与《新青年》观点对峙的《东方杂志》（图）

### 《东方杂志》的回应
《东方杂志》主编杜亚泉即以笔名「伧父」发表一系列文章比较东西文化之差异以反驳陈独秀等人。杜亚泉之《静的文明与动的文明》一文认为:122，东西文化之差异并非古今文明之别，而是性质的差异，其差异是历史社会进化的产物，并以「静的文明」与「动的文明」来概括中西文明：
|  | 综而言之，则西洋社会为动的社会，我国社会为静的社会。由动的社会，发生动的文明，由静的社会发生静的文明。两种文明各现特殊之景趣与色彩，即动的文明具都市的景趣，带繁复的色彩，而静的文明具田野的景趣，带恬淡的色彩。 |

1916年，杜亚泉的《静的文明与动的文明》认为西方重人为而中国重自然，西方外向而中国内向，西方尚竞争而中国尚和平，并将中国文明视为静的文明，西方文明视为动的文明，二者应当动静互补、取长补短，是为中西文化调和论的发端。
1918年春夏之交，杜亚泉所编辑的《东方杂志》发表钱智修《功利主义与学术》、杜亚泉《迷乱之现代人心》、平佚所译之《中西文明之评判》三篇文章。《迷乱之现代人心》认为大规模输入西方文化使得中国国是丧失、精神界破产，应当用儒家思想整合西方文化中对中国有利的部分，从而发扬光大中国文化。《功利主义与学术》则认为西方文化对中国影响最大者为功利主义，对中国文化学术危害最大者也是功利主义。《中西文明之评判》则介绍了台里乌司等西方学者对辜鸿铭的德文著作《中国国民之精神与战争之血路》和《中国对欧洲思想之辩护》的评论，辜鸿铭的两部著作得出结论认为以孔子的伦理为代表的中国文明优于西方的物质文明，台里乌司对辜鸿铭的观点表示赞同。:123

### 陈独秀和杜亚泉论战
1918年9月，陈独秀在《新青年》上发表《质问〈东方杂志〉记者》，副标题则为《〈东方杂志〉与复辟问题》，陈独秀质问钱智修《功利主义与学术》、杜亚泉《迷乱之现代人心》、和辜鸿铭《中西文明之评判》。其中陈独秀质问杜亚泉：中国的学术文化是在为儒家一统的汉魏唐宋繁盛，还是儒家一统前的周朝末期繁盛？基督教一统欧洲千年，至于文艺复兴则欧洲文明混乱矛盾，但中国与中世纪的欧洲相比又是如何？中国的精神文明是否就是儒家的君道、臣节、名教、纲常，除此以外是否就没有其它的文明？:123
1918年12月，杜亚泉则发表《答〈新青年〉记者之质问》，回应陈独秀的质问，杜亚泉认为：「君道臣节名教纲常为基础之固有文明，与现实之国体，融合而会通之，乃为统整文明之所有事。」杜亚泉还附和辜鸿铭的观点，也为《功利主义与学术》一文辩护。1919年2月，陈独秀发表《再质问〈东方杂志〉记者》，继续批判「统整」一说。陈独秀认为，统整说对文明的进化是有害的，妨害了学术自由发展，标新立异才是学术发展兴隆的正确方式。陈独秀还指出，中国固有文明属于「古代文明」，因此「不足以支配现代社会」，双方辩论围绕著统整和比较文化。:124
李大钊、胡适、常燕生、鲁迅、周作人、毛子水先后在《新青年》或其它报刊上发文，或是攻击传统文化，主张向西方学习，或是比较中西文化，认为中国文化较为落后:122。之后参与辩论的人愈来愈多，涉及的问题也愈来愈多，直至杜亚泉在1920年因为论战被迫辞去主编职务亦不能休止。

## 五四运动后

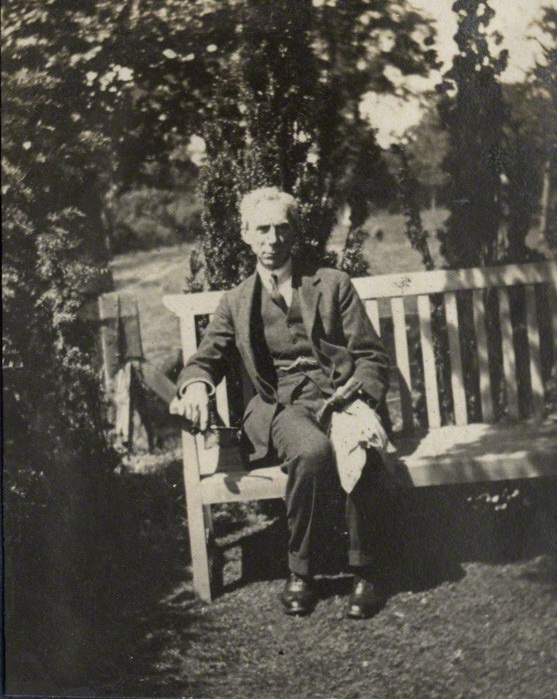
英国哲学家罗素（图）1920年访问中国，宣传自己的社会改造理论，返回英国后写成《中国问题》，反思现代性，褒扬、赞美中国式人生观和中国文明。

### 对西方的失望
1919年5月凡尔赛和会上将德国在华权益转让给日本一事引起了倾向西方民主的中国知识分子的愤怒，北京的学生们走上街头抗议当局的卖国行径和日本的侵略，随后五月和六月间中国各地都开始罢工和游行:106。1915年至1919年间，《新青年》派致力于变革中国的文化和道德，忽视了政治参与，如今则要求立即采取行动解决中国的危机。年轻一代不再对西方的思想意识那样感兴趣了，罗素在1920年访华，期间他在演讲中指出：:110-111
|  | 在青年人中，一种获取西方知识的热烈愿望和眼前西方罪恶的现实交织在一起，他们希望获取科学的知识而不是机械的常识，希望实现工业化而不是资本主义。作为个人他们是社会主义者，正如他们中最优秀的分子大多是中文教师一样。 |

### 文化调和论的兴起

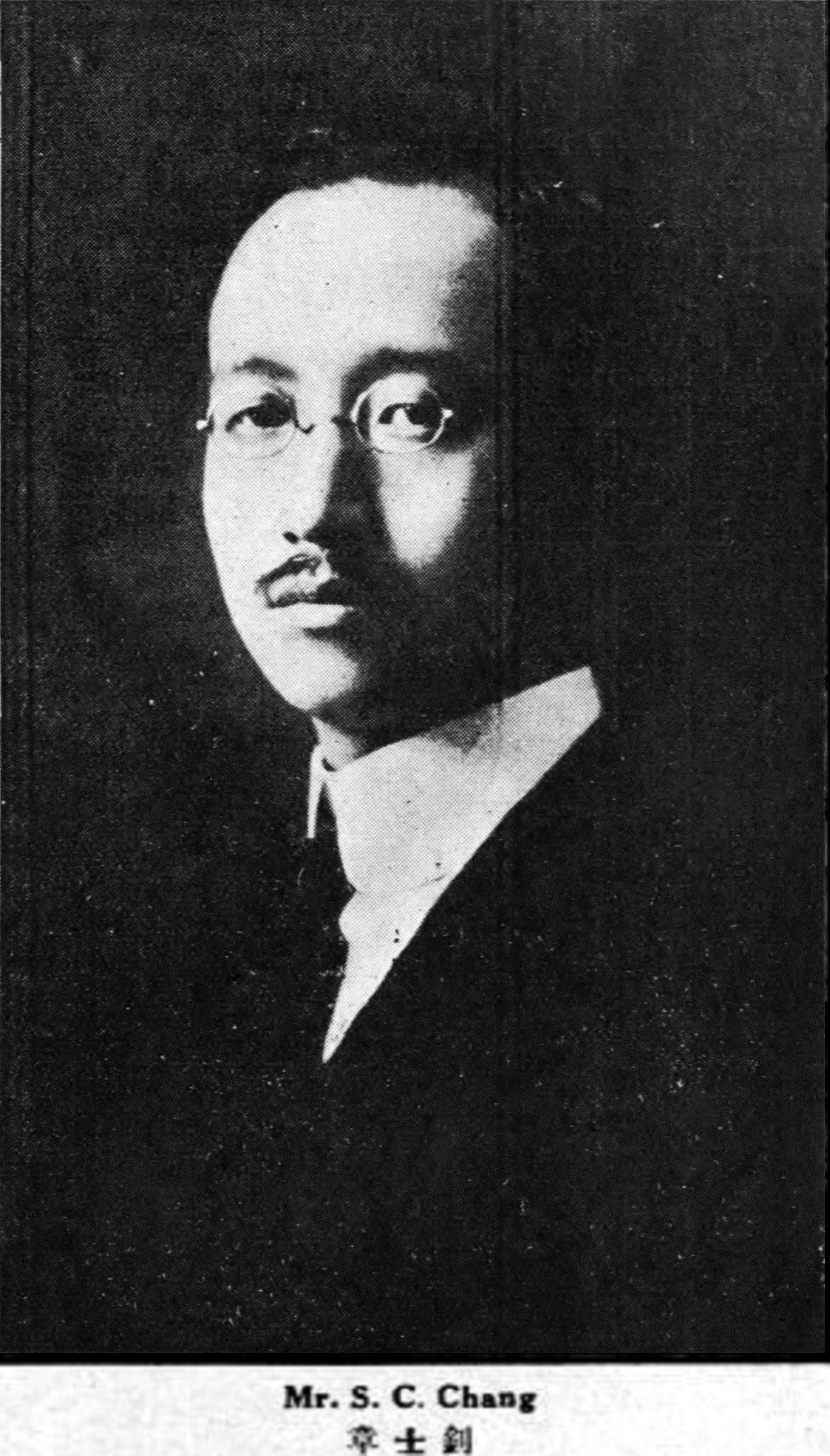
主张中西文化调和的章士钊（图）

#### 调和论的产生
早在1916年，杜亚泉就已经提出了中西文化调和的观点，随着五四运动冲击了中国的旧文化，新旧文化的关系问题引起了争论:124。面对反对传统文化一派提出新旧文化性质不同、不能共存的观点:124，章士钊在中国各地主张文化调和，认为「调和者，社会进化至精之义也」，「不有旧，决不有新」，「不善于保旧，决不能迎新」。陈嘉异等进一步提出，不应当革除中国之固有文明，应当把西洋文明「融合于吾固有文明之中」。章士钊、陈嘉异一派认为，中国固有文明中好的部分应当发扬，西方的物质文明亦可以吸收。他们形容欧化像「破纸」，国故像「败布」，二者都是造纸的好材料，对于中国人而言，与其「抄拾欧化」，不如「整理国故」，后者反倒对世界文明更有贡献。

#### 批评和反响
《新青年》、《新潮》、《民锋》、《每周评论》则反驳了这类观点。反驳者认为，东西方文明是不同时期的文明，二者不可调和，或有新旧并存，但这并非是调和。反驳者还指出，中国固有文明称不算是完整的精神文明，「国故」也不能代表中国文明，而西方的文明是物质精神均发达的，故而只有西化一条路。
张东荪在1919年10月1日的《时事新报》上以《突变和潜变》反驳章士钊在当年9月寰球中国学生会演讲上所提出的调和论，其中认为生物的变化分为突变和潜变，前者为表征，后者为变因之始，调和论属于无稽之谈。章士钊则又在当月10日的《新闻报》上登出《新思潮与调和》一文，其中认为万物都是「新旧杂存」的。孙东荪则在12日的《时事新报》上发表《答章行严君》，指出章士钊所说的「新旧杂存」实际上是「新旧并存」，而新的会增加，旧的会减少，而非是「调和」。:125
陈独秀批评调和论为「人类惰性的恶德」，并在《调和论与旧道德》中表示：「譬如货物买卖，讨价十元，还价三元，最后结果是五元。讨价若是五元，最后的结果，不过二元五角。社会上的惰性作用也是如此。」李大钊则在《新潮》上发表《物质变动与道德变动》，其中认为经济的变动引起道德的变动，物质不复旧，道德则不能复旧，因而章士钊的「物质上开新，道德上复旧」的主张并不可行:126。

#### 思想与态度之争
1919年10月，蒋梦麟发表了《新旧与调和》一文，批评调和论的观点，此文引发了「什么是新思想」的争论。蒋梦麟认为新思想是一种态度，「这一态度是向那进化一方面走的，抱这个态度的人视吾国向来的生活是不满的，向来的思想是不能得知识上充分愉快的」。杜亚泉则在《东方杂志》上发表《何谓新思想》回应蒋梦麟，其中认为，「态度非思想，思想非态度」，而对于生活和知识感到不满足不愉快是一种感情，主张打倒旧习惯、旧生活、旧思想是一种意志，都不是思想。杜亚泉还在文章的按语中补充道：「以感情与意志为思想之原动力，先改变感情与意志，然后能发生新思想，是将人类之理性为情欲的奴隶。先定了我喜欢什么，我要什么，然后相处道理来说明所以喜欢及要喜欢的缘故。此是西洋现代文明之根祗，亦即西洋现代文明之病根。」杜亚泉还多次发表文章批判第一次世界大战的宣战借口，并引述俾斯麦回答奥地利人，「欲问开战之理由耶？然则我可于十二小时以内，寻得以答之」，以为现有态度而去寻找理由的例证。蒋梦麟则在《时事新报》上发表又一篇《何谓新思想》，其中认为新思想是向」进化的方向」走，旧思想则是向「旧有文化安乐窝」走，二者不可调和。1920年2月，《东方杂志》则转载蒋梦麟的《何谓新思想》，并刊登杜亚泉的评论。:125

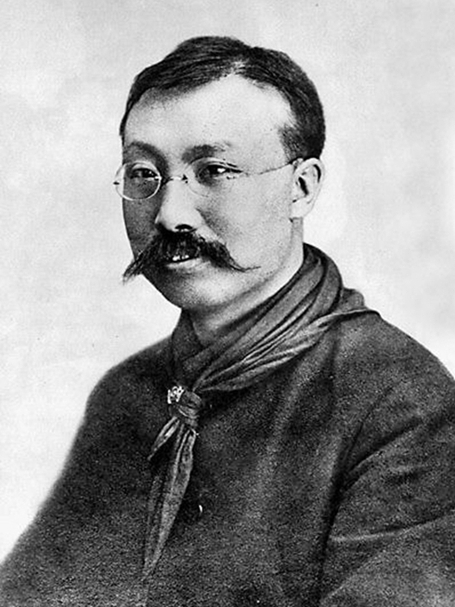
李大钊（图）在论战中逐步转向支持马克思主义。

### 第三新文明
1919年春，李大钊开始宣传马克思主义和布尔什维克的时候，在中国是受到完全孤立的，只有少数几个学生支持者:105。然而，1919年5月凡尔赛和会上将德国在华权益转让给日本一事引起了倾向西方民主的中国知识分子的愤怒:106。在五四运动前，李大钊即警告「如果欧、美人不说理，想拿我东方的民族作牺牲，我们再联合起来抗拒他们不迟」:107-108；五四运动中，李大钊成为了学生领袖，在首场示威后，学生即聚集到北大红楼和李大钊商讨:109。五四运动以后，李大钊、瞿秋白等原先的「西化派」则转向支持「俄化」，成为中国最早的一批马克思主义者:83。
李大钊发表的《东西文明根本之异点》一文指出「由今言之，东洋文明既衰颓于静止之中，而西洋文明又疲命于物质之下，为救世界之危机，非有第三新文明崛起不足以渡此危崖」；李大钊断言能创造新的文明的应当是俄罗斯人，其思想由支持中西调和开始转向为支持马克思主义。中共党员瞿秋白在《东方文化与世界革命》一文中则指出，文化并没有东西的差别，所谓的东西文化差异不过就是先进的工业生产国和落后的手工业生产国之间差异，以社会革命论代替东西方文化之争论。

## 战后的思潮

### 战后思潮与反思

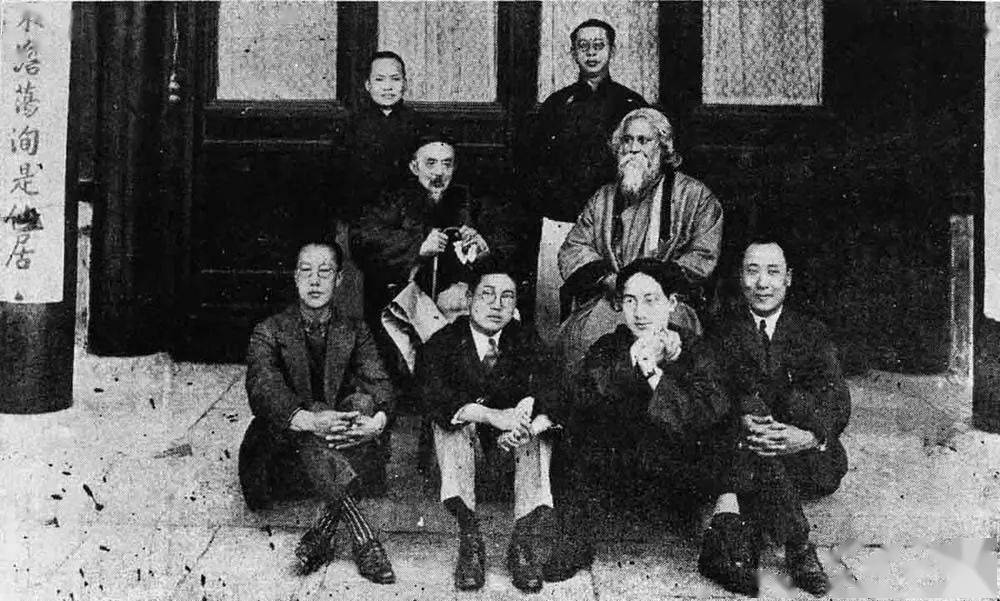
1924年，主张复兴东方文化的印度诗人泰戈尔访问中国，引起东西方文化论战和科玄论战各方不同程度的支持与反对。图为泰戈尔在清华讲学。

第一次世界大战后，欧洲知识分子弥漫着一种悲观主义情绪，认为这些损伤来自于物质的科学的文明，而罗素、柏格森、奥伊肯等学者认为中国和印度等东方文明或为解救之道:327-328。1918年，德国青年教师斯宾格勒写就《西方的没落》，初版达9万部，风行欧洲，为《物种起源》出版以来所未有；其中认为欧洲文明已经演进到了末期，欧洲人应该不再依恋对过去的幻想，转而专注于纪律、军事和技术。盖萨令的《一个哲学家的旅行日记》则记述到中国、印度、美洲的旅行，比较各个文明，认为应当提倡静观的生活。托马斯·曼和赫塞也都认为西方世纪已经到了尽头。与此同时，东方文化开始在欧洲流行。有学者言：「东方文化在欧洲之势力及影响早已超出少数消遣文人及专门古董家之范围，而及于大多数之人，凡今世精神激扰不宁之人皆在其列。」
第一次世界大战也引起亚洲知识分子对于西方文明的反思，如：印度的诺贝尔奖得主泰戈尔在欧洲演讲的时候即批判西方文化对东方文化的压迫，并在中国和日本演讲的时候主张复兴东方文化。杜亚泉在世界大战的初期即发表了《大战争与中国》、《大战争之所感》等文章，认为世界大战引起了中国人的的「爱国心」和「自觉心」，并认为对于中西方文化应有重新审视，不能全盘照搬西方。陈嘉异批评新文化者「一谈及东方文化，几无不举首蹙额直视为粪蛆螂蜣之不若」，「以国人而自毁其本族之文化若是，此虽受外来学说之影响，而亦国人对于己族文化之真正价值初无深邃之研究与明确之观念使然」。

### 东方文化派
中国的激进者和自由主义者对于欧战后东西方的反应感到不屑，认为这样的反应是复古、反动，如胡适语：「这种议论，本来只是一时的病态的心理，却正投合东方民族的夸大狂；东方的旧势力就因此增加了不少的气焰。」胡适、李大钊、瞿秋白、吴稚晖、杨明斋等人则反驳梁漱溟和梁启超等人：胡适认为中国和印度的民主化和科学化是必然的；李大钊和瞿秋白则认为只有發起无产阶级革命才会有文化的真正发展。
1923年，中共党员邓中夏批判新文化运动的反对者，并为之起名为「东方文化派」：邓中夏将梁启超、张君劢、张东荪视为东方文化派一系，认为这一派系「底子上虽然是中国思想，面子上却涂满着西洋的色彩」；梁漱溟为一系，「底子上虽然是七分印度思想，三分中国思想，面子上却说西洋思想亦有他的地位」；章士钊为一系，「底子上亦是中国思想」，却「取得欧化通的头衔」，索性「连西洋色彩都抹掉了」。在此之前，中共的瞿秋白在《东方文化与世界革命》中亦使用了「东方文化派」这一词语。《欧游心影录》的发表标志着「东方文化派」的兴起，同年底出版的《东西文化及其哲学》则印证了「东方文化派」的影响力。

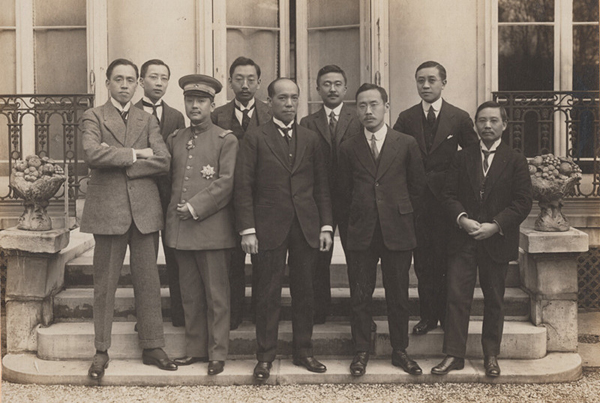
1919年，中国欧洲考察团在巴黎的合影（左二为蒋百里、左三为梁启超、左四为张君劢）。

#### 《欧游心影录》
1918年，梁启超带领蒋百里、张君劢、丁文江在内的半官方的巴黎和会观察团，前往欧洲，拜访了柏格森、梁启超的老师蒲陀罗在内的欧洲知识分子、政客等:328-329。梁启超此行的文字集结为《欧游心影录》，又在回国后在上海《时事新报》和北京《晨报》连载达半年。梁启超断言了物质主义的西方文明的失败，其文字在中国反响极大:328-329。梁启超直抒感想，否定了科学万能的说法，并认为，中国对世界文明的重建起着巨大的责任，中国之青年则应当爱护和尊敬自己的文化，为世界文明的重建作出贡献:328-329。

#### 《东西文化及其哲学》
1920-1921年期间，研究中国及印度哲学的梁漱溟以《东西文化及其哲学》为题在北京大学等地发表演讲，并在1921年将讲演稿付梓:329。梁漱溟认为，文化为民族的「生活样法」，而生活为无尽的「意欲」；西方文明「意欲」向前、强调奋斗，产生了民主与科学，却在形而上学上有所缺失；中国文化「意欲」自为、调和、持中，安于现状，自我满足，物质享受不及西方文化；印度文明则禁欲以否认问题的存在，导致了精神和宗教的充分发展及物质条件的落后:315:329。梁漱溟称，西方文化需要变革，需要转向东方文化；中国则需要接受西方文化，但要改变西方文化对生活的态度，批评地拿出中国原有的态度:315:329。梁漱溟的《东西文化及其哲学》虽为学术著作，四年八次印刷，其畅销史无前例。

##### 胡适与梁漱溟的论战
1923年4月1日，胡适发表《读梁漱冥先生的〈东西文化及其哲学〉》，认为梁漱溟的说法「犯了拢统的毛病」：梁漱溟说东方化若仍然可以存在则必然成为世界文化，而胡适认为文化能否成为世界文化是不能主观臆测的、是需要有客观依据并和历史情境相关，胡适还认为界定文化本身很复杂，应当研究文化本身的特质和其历史情景；梁漱溟将中国文化、西方文化、印度文化以「意欲」三分，胡适认为西方文化和印度文化都有「意欲」向前或者向后的时候，并称梁漱溟「实在闭眼瞎说」。梁漱溟复胡适，称其「语近刻薄，颇失雅度；原无嫌怨，曷为如此？」胡适辩解为性情上之不同，梁漱溟答「承教甚愧！早在涵容，犹未自知也」。
但其后，胡适在《一年半的回顾》中写道「其实我们的《努力周刊》里最有价值的文章恐怕不是我们的政论而是我们批评梁漱溟、张君劢一班先生的文章」。1923年10月，梁漱溟在北京大学演讲，反驳胡适《一年半的回顾》中的说法：
|  | 然则我是他们的障碍物了！我是障碍他们思想革新运动的了！这我如何当得起？这岂是我愿意的？这令我很难过。我不觉得我反对他们的运动！我不觉得我是他们的敌人，他们是我的敌人。……我并不要打倒陈仲甫、胡适之而后我才得成功；陈仲甫、胡适之的成功便也是我的成功。 |

##### 「东方文化派」的反应
「东方文化派」大多不认同《东西文化及其哲学》中的观点，并认为这本书既不够「印度」，也不够「中国」。汤用彤认为梁漱溟见识肤浅狭隘，「浅则论不探源，隘则敷陈多误」，没有资格谈论中西文化之差别。张君劢则认为《东西文化及其哲学》中名词意义含糊，如将孔子所说的人生和倭铿所说的宇宙的人生混淆，并表示其学术价值故而可知矣。张东荪的《读〈中西文化及其哲学〉》指出「梁漱溟所谓‘东西文化及其哲学’，只是哲学观的东西文化论，而不是民族心理学的东西文化论」，认为梁漱溟的观点只是表面上的观察。太虚和尚虽然称赞《东西文化及其哲学》是「真近年又新文化运动以来第一之杰作」，但他指出梁漱溟既然认为孔学不能解决问题，却不直接采用佛化，反而要先排佛而孔化。国民党以「恶石」为笔名者虽然和梁漱溟观点相若，却也指出此矛盾之处。
梁漱溟也批评梁启超的《欧游心影录》，称「其实任公所说，没有一句话是对」，指出「对于中国人文化的推尊，适见中国文明的不济，完全是糊涂的、不通的」，认为「假使中国的东西仅只同西方化一样便算可贵，则仍是不及人家，毫无可贵！中国化如有可贵，必在其特别之点」。

### 「学衡派」
1922年1月，《学衡》创刊，梅光迪、胡先骕、吴宓、柳诒徵在内的学者在《学衡》上发表意见，其作者多以國立东南大学为中心，但亦有北京的王国维、陈寅恪、汤用彤等人参与，这些人又称「学衡派」。与梁启超和杜亚泉的中西文化调和不同，学衡派的思想根源在于歐文·白璧德的「新人文主義」，「学衡派」也多为西方思想背景者，故而钱穆形容「盖与前引二梁之书相桴鼓，皆对于近世思想加以针砭者也。惟学衡派欲直接以西洋思想矫正西洋思想，与二梁以中西分说者又微不同。」
白璧德的「新人文主義」认为应当恢复古希腊、儒家、佛教等古典文化的精神，以及传统的秩序，以修复现代社会的弊病，学衡派则支持尊孔:199，并认为：「今欲造成中国之新文化，自当兼取中西文明之精华，而熔铸之，贯通之。吾国古今之学术德教，文艺典章，皆研究之、保存之、昌明之、发挥而光大之。而西洋古今之学术德教，文艺典章，亦当研究之、吸取之、译述之、了解而受用之。」
学衡派认为新文化运动将新旧文化对立起来的方式是对文化的毁坏而非创造，如胡先骕评论道：「今之批评家，犹有一习尚焉，则立言务求其新，务取其偏激，以骇俗为高尚，以激烈为勇敢。此大非国家社会之福，抑非新文化前途之福也。」学衡派还批判新文化将西方文化简单化：「近年国内有所谓新文化运动者焉，其持论则务为诡激，专图破坏。然粗浅谬误，与古今东西圣贤之所教导，通人哲士之所述作，历史之实迹，典章制度之精神，以及凡人之良知与常识，悉悖逆抵触而不相合。其取材则惟晚近一家之思想，一派之文章，在西洋已视为糟粕，为毒酖者，举以代表西洋文化之全体。其行文则妄事更张，自立体裁，非马非牛，不中不西，使读者不能领悟。」
此外，学衡派同东方文化派一样，主张东西文化的调和，如吴宓就认为「故若不知旧物，则决不能言新」。吴宓还指出新旧不一定就是新胜于旧，自然科学多如此，但人文科学则不然。吴宓主张国人对旧化不极端保守，也不极端鄙夷，对欧化不极端迷信，也不极端排斥。:101

## 批判与解读

### 文化研究之先河
王元化认为，陈独秀与杜亚泉的关于东西文化的辩论开中国「文化研究之先河」:56：
|  | 这场论战第一次对东西文化进行了比较研究，对两种文化传统作了周详的剖析，对中西文化的交流提出了各自不同的看法，实开我国文化研究之先河。以后文化研究中诸重大问题及对这些问题所持观点，几乎均可从这次论战中见其端倪。其思路之开阔，论点之坚实，见解之深邃，往往难为后人所超迈。翻阅当时资料，我颇觉惊讶，今天有关东西文化的研究，好像还在重复着这场论战中的一些重要论点。但是今天很少有人提及这场论战了，这不能不说是一件憾事。 |

五四前后的东西文化论战并未得出结论，以至1930年代重新出现「中国文化本位论」和「全盘西化论」的争议。1930年代，蒋介石政府重新开始尊孔复古，并在南昌等地發起「新生活运动」:89。1935年，王新命等10名国民党文人发表《中国本位的文化建设宣言》，认为近代以来，新文化运动等讨论不但没有解决中国的生存危机，反而使得中国在文化领域消失。此文一经发表，即遭到反对：陈序经等支持西化的一派认为，中国本位的论调是张之洞「中学为体，西学为用」的翻版，并提出了全盘西化等主张。国共内战后，海峽两岸开始争夺对新文化运动精神的定义，如中華人民共和國政府将5月4日定为青年日，中華民國政府则将之定为文艺日。

#### 中国大陆
至1937年七七事变后，日本侵略引发中国民族危机，认同和保存中国文化传统又成了大势所趋，至1949年中华人民共和国成立，马克思主义成为了中国大陆的国家指导思想或国家意识形态:93。文化大革命期间，毛泽东宣称要贯彻五四运动的「文化革命」的精神。中国大陆在1980年代开始对外开放，重新引发了西化的思潮:93。这一期间的论战被王元化认为仍然在重复五四前后的东西文化论战，期间学界亦开始批判新文化运动期间的激进主义和文化大革命之间的关系。2010年后，中国大陆学者又围绕「中国文化主体性」發起辩论，亦被认为是重复著五四前后的辩论。

胡适（图）的争议发言在1960年代的台湾重新引发中西文化的论战。胡适病逝于1962年。

#### 台湾
战后的台湾和香港，胡適和殷海光为首的實證-自由主義者、新儒家、三民主義學者及国府关于中華文化傳統与科學和民主能否并行不悖产生冲突。胡适1961年在台北亞東區科學教育會議上的演讲，又重新引起了中西文化的论战。胡适在演讲中称「我们东方这些老文明中没有多少精神成分」，并呼吁东方人承认这一点，为「科学与技术的近代文明」作「智识上的准备」。演讲稿一经《文星》杂志公布，台湾学界哗然：徐复观以《中国人的耻辱，东方人的耻辱》一文认为胡适担任中央研究院院长是耻辱，胡秋原则在《超越传统派西化派俄化派而前进》一文中认为胡适只是在重谈三十年前胡适自己提出的全盘西化论的老调；李敖则以《给谈中西文化的人看看病》为胡适辩护，引发了台湾青年学生与中国大陆来台老一辈学者之间关于中西文化的论战。辩论最终以《文星》杂志被查封告终。胡适因不久病逝并未参与这场论战。

### 东西文化的实质

#### 差异的定义
1919年，梁漱溟批评论战参与者对于东西文化的界定含糊：「大约两三年来，因为所谓文化运动的原故，我们市场可以在口头上听到、或在笔墨上看到‘东西文化’这类名词，但是虽然人人说得很滥，而大家究竟有没有实在的观念呢？据我们看来，大家是在不晓得东西文化是何物，仅仅顺口去说罢了。」:76-77梁漱溟在《东西文化及其哲学》中就定义了「什么是东方化？什么是西方化？」，以「意欲（will）」的可能满足分出人生的三大问题，即人对物的满足问题，人对他人的满足问题和人对自己生命的满足问题。第一个问题依靠努力和经验知识的积累总可满足，意欲向前，对应为西方文化；第二个问题则无法判断，只能反求诸己，对应到中国文化；第三个问题则因生老病死不可满足，只能向身后追求，对应到印度文化。在梁漱溟看来，东西方文化的差异在于意欲方向的不同。:132-133
有学者认为，支持传统文化的人和反对者一派认为东西文化是中外之别，一派认为是新旧之分，一派强调文化的民族性以反对向西方学习，一派强调文化的时代性以促使人们认知到中国的落后，难以沟通:142-143、144。反对传统文化者认为新文化就是西方文化、旧文化就是东方文化，纵使有汉唐宋明的文明在当时超越一切，但「陈年的流水账，救不了现在的饥荒」:134-135。支持传统文化者则说新旧只是时间概念，戊戌变法时以学习西方为新，现今以中国文化贡献世界文化也是新:134-135，他们认为东西文化是性质的差异，难以比较优劣:143。

#### 儒家文化与世俗文化
辩论围绕著东西文化价值，但辩论各方对于「中国文化」的认知并不同：支持西化的一派眼中的「中国文化」指的是世俗文化，而支持保存传统文化的一派所指的却是儒家的典籍文化。陈独秀认为儒家伦理多流于虚文，现实中多是「以君子始，以小人终」，而胡适则认为中国文化是「世界上最唯物的、最下流的文化」，傅斯年亦认为中国大众对吃穿住用的沉迷是「物质主义的人生观」。梁漱溟的《东西文化及其哲学》亦否定中国世俗文化之优势。支持保留传统文化的一派认为，讲究道德修养的传统儒家文化是西方理性主义失调的解决方法。
陈独秀和胡适等批判中国传统文化者也没有全盘否定孔子本人及其全部学说，这一派的人主要批判孔子学说的现实意义，而不批判其历史价值，如：胡适称自己反对儒教但尊敬孔子以及孟子在内的早期孔门弟子，陈独秀也称自己「反对孔教，并不是反对孔子个人，也不是说他在古代社会毫无价值」。:82

#### 保守主义与激进主义
「东方文化派」保留传统文化的态度曾经被指责为封建文化残余，然而他们虽然支持保留传统文化，却并不拥护封建制度。「东方文化派」中，或为清末的维新及革命支持者，或为新一代的知识分子，对于军阀把控的政局和复辟浪潮普遍厌恶。他们并没有支持文化一成不变，而是支持中西调和，以为新旧过渡时期的应对之道。其观点或为新儒家思想的形成提供了先导之作用。:114-115
有学者指出，东西文化论战中，陈独秀等人的观点并非无懈可击。在东西文化比较的过程中，陈独秀一派多将社会弊端归结为文化的落后，甚至专门将西方所长和中国所短对比。例如陈独秀在《今日中国之政治问题》里，用中国的专制政治、天神、圣王、炼丹、符咒、算命、卜卦等和西方的民权、法治、平等、科学、卫生对比，表明中国不应该守旧而应学习西方革新。又例如陈独秀不认为孔子所倡导的「温良恭俭让廉耻诸德及忠恕之道」是孔教范畴内，以为这些道德是普世的，并非孔教独有:112。
也有学者指出，学习西方数十年以来，中国的国事依然凋敝，中国知识分子的选择开始异化。一派选择采用更加「先进」的理论，来指导社会革命；另一派在学习西方受挫中，民族文化意识和自尊被激发，故而开始回归到传统文化中，寻找新的出路:132。

### 社会主义的传播
尽管争论的各方在东西文化问题上持有不同立场，但却均不反对社会主义。争论的发起者陈独秀在1915年指出：「最足以变古之道，而使人心划然一新者，厥有三事：一曰人权说，一曰生物进化论，一曰社会主义是也。」胡适对亦评价道：「这个社会主义的大运动现在还正在进行的时期，但他的成绩已很可观。」东方文化的主要支持者亦认同社会主义，如杜亚泉认为一战后的世界经济必趋向于社会主义，梁漱溟则推崇基尔特社会主义。
有学者认为，守旧派在批判西方文化的同时，亦揭露资本主义的黑暗，促使人们接受社会主义；彻底的反封建斗争、变革旧制度的目标和马克思主义的阶级斗争、社会发展观容易沟通，促进了马克思主义在中国的传播；此一论战促使了陈独秀、李大钊等人向马克思主义者转变。资中筠认为：东西方文化的辩论持续百年，其高潮即在于五四运动前后；中国的传统宗法体系在东西方文化的辩论中受到动摇，带有中国特点的马克思主义在中国大陆逐步和传统文化融合，但辩论本身至今尚无答案。

### 现代化与西方化
各派均支持中国的现代化，只是具体主张有所差异:117。有学者认为，西化派主张拥抱现代性，致力于揭露中国世俗文化的落后，力图改造其中不适应现代性的部分；保守派并非不知道中国世俗文化的特性，但欧洲文明所发生的世界大战和物欲横流等后果促使其反思现代性。在保守派看来，西化过度造成了道德沦丧、阶级分化等不良结果，保守派认为儒家的思想可为之调和，新儒家后来则以「儒家资本主义」作为中国现代化的主张:117。在西化派看来，当时的中国并未产生民主和发达的市场经济的原因是西化不足，故而应当提倡全盘西化。
五四前后的论战没有人使用「现代化」或者「近代化」等用语，主要围绕「东方化」和「西方化」展开，直至1930年代「中国文化本位论」和「全盘西化论」的争议才开始有中国学者辨析「西化」和「现代化」的差异。美国政治学者亨廷顿认为，「现代化不一定意味着西方化」，追求现代文明的社会不须放弃自己的文化。但至今，中国的各个领域的改革仍然存在西方标准和中国话语的争论，有学者认为东西文化论战仍然是中国社会现代性进程之症结所在。

## 外部連結
- 王元化：杜亚泉与东西文化问题论战 （页面存档备份，存于）
- 五四时期东西文化问题论战 （页面存档备份，存于）
- “五四”思想论战：弥漫在纸上的火药味 （页面存档备份，存于）